# Andersonia (Kalifornia)
Andersonia – obszar niemunicypalny w Mendocino County, w Kalifornii (Stany Zjednoczone), na wysokości 165 m. Znajduje się na Eel River.